# Sobieski, Minnesota
Sobieski là một thành phố thuộc quận Morrison, tiểu bang Minnesota, Hoa Kỳ. Năm 2010, dân số của thành phố này là 195 người.

## Dân số
- Dân số năm 2000: 196 người.
- Dân số năm 2010: 195 người.